# Star FM
Star FM, Eigenschreibweise STAR FM, ist ein privates Hörfunknetwork, das in den Großräumen Berlin, Nürnberg, Sachsen, Nordrhein-Westfalen, Niedersachsen, Schleswig-Holstein, Hamburg und Bremen vertreten ist. Mit dem Slogan „Star FM Maximum Rock!“ positionieren sich die Sender mit klassischen und neuen Titeln im Bereich Rockmusik.

## Geschichte
Star FM wurde 1997 durch David Dornier gegründet und übernahm die Berliner Frequenz 87,9 MHz der American Forces Network (AFN) – bis April 2006 jedoch als Splitfrequenz (bis 19:00 Uhr) im Wechsel mit dem UniRadio. Später wurde dem Sender die Ausstrahlung bis 21:00 Uhr, als Splitfrequenz mit der Voice of America (VOA), zugesprochen. Seit dem 16. April 2006 sendet Star FM in Berlin ein 24-Stunden-Vollprogramm, das bis Ende 2009 auch über DVB-T in Berlin verbreitet wurde. Seit 1. September 2018 ist der Sender über DAB+ in Berlin und Brandenburg zu empfangen. Die zuständige Medienanstalt ist die MABB.
In Schwabach begann der Sendebetrieb mit eigenem Programm und eigener Vermarktung am 15. Oktober 2002 auf 107,8 MHz. Zusätzlich teilt sich der Sender die Nürnberger Splitfrequenz 95,8 MHz (2:00 bis 14:00 Uhr) seit dem 1. Januar 2007 mit dem Sender Radio Z. Im September 2010 bezog der Sender ein neues Studio in Nürnberg. Seit Oktober 2012 ist er auch über DAB+ zu empfangen. Die zuständige Medienanstalt ist die Bayerische Landeszentrale für neue Medien.
Seit 15. September 2023 ist Star FM auch im Freistaat Sachsen landesweit über DAB+ zu empfangen. Die zuständige Medienanstalt ist die Sächsische Landesanstalt für privaten Rundfunk und neue Medien.
Seit 1. April 2024 kann Star FM NRW in Nordrhein-Westfalen über DAB+ empfangen werden. Zunächst testweise nur als Internetstream, mit der Übernahme der früheren DAB-Sendeplätze von Femotion Radio dann auch terrestrisch übertragen. Das Programm wird aus Berlin übernommen und mit angepassten Jingles und Lokalnachrichten für Nordrhein-Westfalen ausgestrahlt. Veranstaltet wird dieses Programm nun von der Rockworld Digital GmbH, einem Joint Venture der Star FM GmbH & Co. KG und der Femotion GmbH, einem Tochterunternehmen der Teutocast GmbH aus Leipzig. Zuständig ist die Landesanstalt für Medien Nordrhein-Westfalen.
Das bundesweite Programm Star FM National wurde ab 2022 zunächst nur als Internetstream übertragen. Mit der Übernahme der früheren DAB-Sendeplätze von Femotion Radio in Niedersachsen, Schleswig-Holstein, Hamburg und Bremen ab dem Sommer 2024 wurde dieses Programm nun auch terrestrisch übertragen. Es entspricht dem Berliner Programm mit angepassten Jingles. Veranstaltet wird das bundesweite Programm nun von der Rockworld Digital GmbH, einem Joint Venture der Star FM GmbH & Co. KG und der Femotion GmbH, einem Tochterunternehmen der Teutocast GmbH aus Leipzig. Die zuständige Medienanstalt ist die Sächsische Landesanstalt für privaten Rundfunk und neue Medien.

## Reichweite
- 52.000 Hörer (Berlin)

(MA 2022 Audio/II – Ø-Stunde Mo–Fr 06:00 Uhr – 18:00 Uhr)
- 72.000 Hörer (Nürnberg)

(FAB 2022 – Tagesreichweite Mo–Fr)

## Empfang
- Berlin
  - UKW 87,9 MHz

- Region Nürnberg

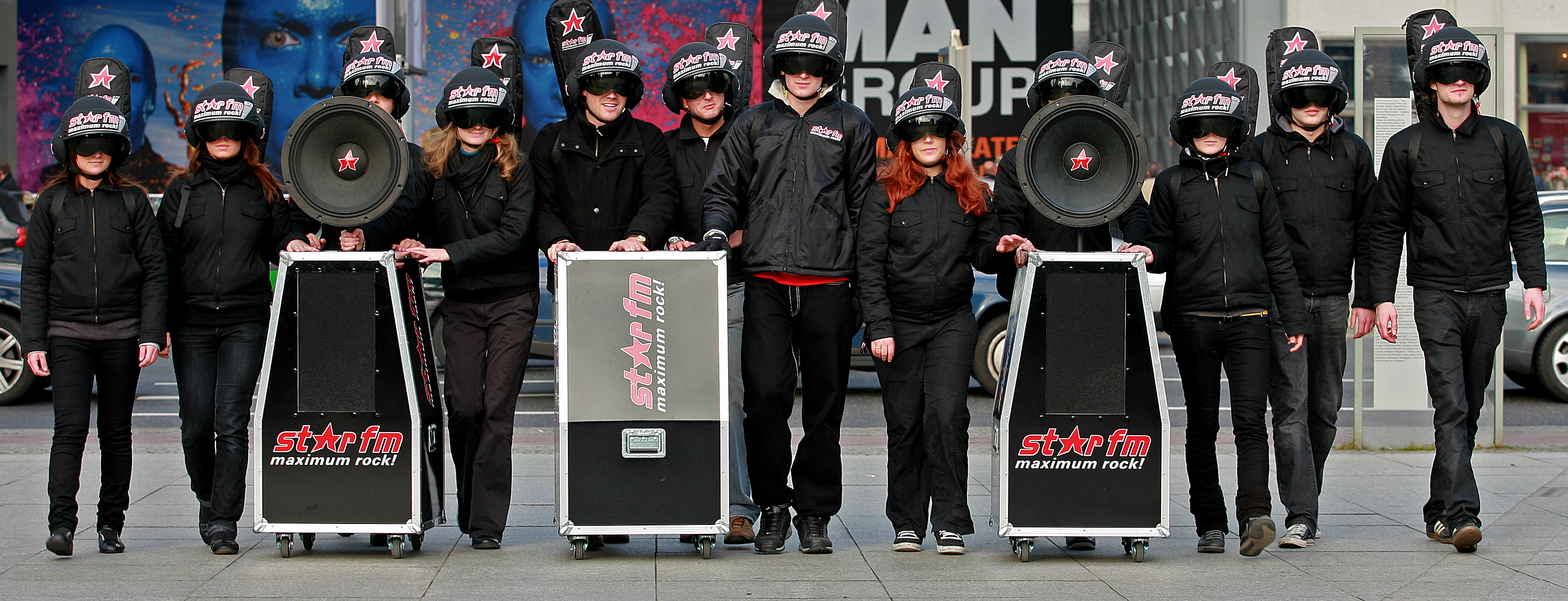
Star FM

  - UKW 95,8 MHz – Nürnberg (täglich von 02:00 bis 14:00 Uhr)
  - UKW 96,4 MHz – Stadt und Landkreis Fürth[11]
  - UKW 107,8 MHz – Schwabach
  - UKW 99,0 MHz – Lauf

Seit Juli 2024 wird das Programm in diesen Regionen auch über DAB+ verbreitet:
- Berlin & Brandenburg: Kanal 12D
- Franken: Kanal 10C
- Sachsen: Kanal 12A
- Nordrhein-Westfalen: Kanal 9D
- Hamburg und Umland: Kanal 12C
- Schleswig-Holstein: Kiel/Mittelholstein Kanal 5A
- Schleswig-Holstein: Lübeck/Ostholstein Kanal 9D
- Niedersachsen: Raum Braunschweig Kanal 11B
- Niedersachsen: Raum Hannover Kanal 8C
- Bremen Kanal 6A

Darüber hinaus bietet der Sender diverse Livestreams: Berlin, Nürnberg, Sachsen, NRW, National, Classics, Alternative, From Hell, Blues, Hot Top Of Rock, 80er Rock, 90er Rock, Millennium Rock, Live Rock, XXXMas Rock, Country Rock.